# الوليد ميمون
الوليد ميمون أو وليد ميمون، الملقب بملك الاغنية الريفية، هو فنان أمازيغي ريفي ولد في عام 1959 في آيت سيدال بالمغرب. عرف الوليد ميمون بكتابته للشعر الأمازيغي وبالأغنية الملتزمة التي شارك بها في عدة تظاهرات فنية وشعرية محلية ووطنية ودولية.

## حياته
ولد الوليد ميمون يوم 19 مارس 1959 في آيت سيدال، وهي قرية قريبة من مدينة الناظور في منطقة الريف، في عائلة من الفلاحين أبا عن جد. كان الوليد مولعا بالموسيقى وثامجا (الناي) والغناء ويتابع الفنانين بقريته.
درس الوليد الثانوي بالناظور ثم انتقل لمتابعة دراسته الجامعية بفاس شعبة الفلسفة. أثناء السنوات الأولى في جامعة فاس، بدأ كتابة الأمازيغية في عام 1980 اصدر أول البومه البومه بعنوان أجاج (الرعد). أحدث هذا الألبوم تأثير عميقا في قلوب ناس تم توقيف شريط ومنع بيعه في أسواق رغم المنع كان يباع سرا في الجامعات والمحلات وكان الوليد يقوم بعدة سهرات سرا في الجامعات.
في عام 1986 اصدر الوليد ميمون البومه ثاني بعنوان أمتلوع (المتشرد). امتلوع كان يباع بدون أي قيود بهذا الشريط أصبح الوليد ميمون أكثر شهرة في ريف والمغرب. في بداية عام 1997 اثبت الوليد ميمون انه فنان الملتزم أكثر شهرة وتاثير في نفوس الناس، عندما اصدر أبرز البوماته بعنوان تاييوث (الضباب).
بسبب الازمة الاقتصادية الداءمه وغياب الحقوق الثقافية واللغويه في المغرب، اختار الوليد ميمون الهجرة إلى الخارج من اجل تحقيق الذات وكانت أول محطاته هي هولندا في عام 1991. سنة 1994 اصدر أول ديوان له تحت عنوان زي رادجاغ نء تمورث غاروعرا أوجنا (من أعماق الأرض إلى أعالي السماء) وقد أهدى الوليد ديوانه الشعري إلى الفلاحين والعمال الريفيين، وهذا دليل على مدى التزامه بالطبقة الكادحة وشعبيته الاجتماعية وفي 1996 اصدر الوليد ثاني دوان له تحت عنوان ثيفريدجاس (طيور السنونو) وهي حكايات ريفية قصيرة صدرت عن جمعية أبوليوس بهولندا – أوتريخت. بعدها غادر ثانية لجزر الكناري في عام 1997 ومن ثم إلى بلجيكا في عام 1998. ومنذ ذلك الحين وهو يغنى في الحفلات في مدن أوروبا حيث يعيش العديد من أهل الريف